# Coupe des États-Unis de soccer 2023
Navigation
Lamar Hunt U.S. Open Cup 2022 Lamar Hunt U.S. Open Cup 2024
La Coupe des États-Unis de soccer 2023 est la 108e édition de la Lamar Hunt U.S. Open Cup, la plus ancienne des compétitions dans le soccer américain. C'est un système à élimination directe mettant aux prises des clubs de soccer amateurs, semi-pros et professionnels affiliés à la Fédération des États-Unis de soccer, qui l'organise conjointement avec les ligues locales.
La finale se tient le 27 septembre 2023, après sept autres tours à élimination directe dans la phase finale mettant aux prises des clubs amateurs et professionnels. Orlando City défend son trophée après sa victoire en 2022, son premier titre. Les qualifications débutent à l'automne 2022 pour les équipes des divisions cinq ou inférieures même si la Fédération des États-Unis de soccer n'annonce le format de la compétition que le 3 février 2023. Le vainqueur de la compétition se qualifie pour le premier tour de la Coupe des champions de la CONCACAF 2024.

## Déroulement de la compétition

### Format
Après un pic de participants avec 103 équipes en 2022, 100 équipes prennent par à la compétition lors de cette édition 2023. De nouveau, toutes les équipes professionnelles indépendantes du pays, de la première à la troisième division sont automatiquement qualifiées. Les clubs des ligues mineures rejoignent la compétition au second tour tandis que dix-huit équipes de Major League Soccer entrent au troisième tour et que les huit meilleures équipes de la saison 2022 de MLS - à savoir les quatre qualifiés pour la Ligue des champions de la CONCACAF 2023 et les deux meilleures équipes suivantes de chaque conférence - se joignent directement au quatrième tour.
De par la taille du pays, les phases de qualification sont dirigées par des ligues nationales qui divisent elles-mêmes leurs phases de qualification selon la répartition géographique des clubs membres. Ainsi, selon les conférences, les qualifications peuvent être composées d'un à quatre tours.
Lors du tirage au sort, les équipes participantes à la compétition pour la première fois de leur histoire ne pourront se faire face, sauf si aucun autre adversaire de la même zone géographique n'est disponible. Un tirage au sort sera ainsi mené seulement s'il y a un minimum de trois équipes dans la même zone géographique. Dans le cas où une équipe se situe dans une région isolée, elle sera confrontée à un adversaire d'une région aléatoire. Depuis l'édition 2015, la compétition comporte une absence de tirage au-delà des seizièmes de finale puisque les équipes sont réparties en quatre groupes de quatre, selon des critères géographiques.
De plus, les équipes liées par un partenariat ou propriété d'une même franchise ne peuvent pas s'affronter avant la finale de la compétition. Sont ainsi concernées les équipes suivantes :  D.C. United et Loudoun United, les Roots d'Oakland et leur équipe réserve du Project 51O, les deux équipes enregistrées par le Club de Lyon FC ainsi que les Red Wolves de Chattanooga et les Red Wolves de Park City.

### Primes monétaires
Pour cette 108e édition, les primes monétaires de l'édition 2023 sont distribuées comme suit :
| Classement                                            | Primes    |
| ----------------------------------------------------- | --------- |
| Champion                                              | 300,000 $ |
| Finaliste                                             | 100,000 $ |
| Meilleur de niveau inférieur à la Major League Soccer | 25,000 $  |

### Calendrier
| Tour | Nom                 | Dates retenues            | Équipes participantes | Équipes gagnantes |
| Épreuve éliminatoire (2022) |                     |                           |                       |                   |
| 1 | Premier tour        | Dates locales             |                       |                   |
| 2 | Deuxième tour       | Dates locales             |                       |                   |
| 3 | Troisième tour      | Dates locales             |                       |                   |
| 4 | Quatrième tour      | Dates locales             |                       |                   |
| Compétition propre (2023) |                     |                           |                       |                   |
| Entrée de 10 équipes issues des qualifications locales/Vainqueur de la National Amateur Cup 8 équipes de NPSL/10 équipes de USL League Two |                     |                           |                       |                   |
| 5 | Premier tour        | mar.-mer.-jeu. 21-23 mars | 28                    | 14                |
| Entrée des 24 équipes de USL Championship/1 équipe de MLS Next Pro/9 équipes de NISA/12 équipes de USL League One                          |                     |                           |                       |                   |
| 6 | Deuxième tour       | mar.-mer.-jeu. 4-6 avril  | 60                    | 30                |
| Entrée de 18 équipes de Major League Soccer                                                                                                |                     |                           |                       |                   |
| 7 | Troisième tour      | mar.-mer. 25-26 avril     | 48                    | 24                |
| Entrée de 8 équipes de Major League Soccer                                                                                                 |                     |                           |                       |                   |
| 8 | Quatrième tour      | mar.-mer. 9-10 mai        | 32                    | 16                |
| 9 | Huitièmes de finale | mar.-mer. 23-24 mai       | 16                    | 8                 |
| 10 | Quarts de finale    | mar. 6 juin               | 8                     | 4                 |
| 11 | Demi-finales        | mer. 23 août              | 4                     | 2                 |
| 12 | Finale              | mer. 27 septembre         | 2                     | 1                 |

## Participants
Toutes les équipes des divisions I (MLS), II (USL Championship) et III (USL League One, MLS Next Pro et NISA) obtiennent une place automatique dans la compétition, à l'exception des équipes opérées par des franchises professionnelles d'un niveau supérieur (règle en vigueur depuis 2016).
| Entre au premier tour | Entre au premier tour | Entre au second tour | Entre au second tour | Entre au troisième tour | Entre au quatrième tour |
| National Amateur Cup Qualifiés locaux 1 équipe/9 équipes | NPSL/USL League Two 8 équipes/10 équipes | USL League One MLS Next Pro/NISA 12 équipes/1 équipe/9 équipes | USL Championship 24 équipes | MLS 18+8 équipes | MLS 18+8 équipes |
| National Amateur Cup - Bavarian United SC Qualifiés locaux - Beaman United - Capo FC - Chicago House AC - Club de Lyon - Inter San Francisco - Lansdowne Yonkers - Miami United FC - UDA Soccer - West Chester United | NPSL - Appalachian FC - Cleveland SC - Crossfire Redmond - El Farolito - FC Motown - Hartford City FC - Jacksonville Armada U-23 - Tulsa Athletic USL League Two - Brazos Valley Cavalry - Des Moines Menace - Lionsbridge FC - Manhattan SC - Nona FC - North Carolina Fusion U23 - Ocean City Nor'easters - Park City Red Wolves - Project 51O - Ventura County Fusion | USL League One - Central Valley Fuego - Charlotte Independence - Chattanooga Red Wolves - Forward Madison - Greenville Triumph - Lexington SC - North Carolina FC - Northern Colorado Hailstorm - One Knoxville - Richmond Kickers - South Georgia Tormenta - Union Omaha MLS Next Pro - Rochester New York FC NISA - Albion San Diego - Chattanooga FC - Club de Lyon - Flower City Union - Gold Star Detroit - Los Angeles Force - Maryland Bobcats - Michigan Stars - Savannah Clovers | USL Championship - Birmingham Legion - Charleston Battery - Colorado Springs Switchbacks - Détroit City - El Paso Locomotive - Hartford Athletic - Indy Eleven - Las Vegas Lights - Loudoun United - Louisville City - Memphis 901 - Miami FC - Monterey Bay FC - New Mexico United - Oakland Roots - Orange County SC - Phoenix Rising - Pittsburgh Riverhounds - Rio Grande Valley Toros - Sacramento Republic - San Antonio FC - San Diego Loyal - Tampa Bay Rowdies - FC Tulsa | MLS - Atlanta United - Charlotte FC - Chicago Fire - FC Cincinnati - Colorado Rapids - Columbus Crew - D.C. United - Houston Dynamo - Inter Miami - Minnesota United - Nashville SC - New England Revolution - Portland Timbers - Real Salt Lake - San Jose Earthquakes - Seattle Sounders - Sporting Kansas City - St. Louis City | MLS - Austin FC - FC Dallas - Los Angeles Galaxy - Los Angeles FC - New York City FC - New York Red Bulls - Orlando City - Philadelphia Union |

Légende :

Major League Soccer (MLS) : championnat de première division.

USL Championship (USLC) : championnat de seconde division organisé par la United Soccer League (USL).

USL League One (USL1) : championnat de troisième division organisé par la United Soccer League (USL).

MLS Next Pro (MLSNP) : championnat de troisième division organisé par la Major League Soccer (MLS).

National Independent Soccer Association (NISA) : championnat de troisième division.

USL League Two (USL2) : championnat de quatrième division organisé par la United Soccer League (USL).

National Premier Soccer League (NPSL) : championnat de quatrième division organisé par la Fédération des États-Unis de soccer (USSF).

Qualifiés locaux (Locale) : équipes provenant de différentes ligues de divisions inférieures.
- $: Vainqueur du bonus de 25,000 $ pour être l'équipe du niveau ayant été le plus loin dans la compétition.

## Compétition
Le tenant du titre, Orlando City (MLS), entre dans la compétition lors du quatrième tour.

### Premier tour
Les rencontres se déroulent les 21, 22 et 23 mars.
Pour minimiser les longs trajets, le tirage au sort organisé le 3 février 2023, est basé sur des critères géographiques et les équipes étant voisines s'affrontent, les formations isolées sont confrontées à un adversaire tiré de manière aléatoire.
| Division | Équipe (domicile)        | Résultat               | Équipe (extérieur)        | Division      |
| -------- | ------------------------ | ---------------------- | ------------------------- | ------------- |
| (Locale) | West Chester United      | 1 - 3                  | Ocean City Nor'easters    | (USL2)        |
| (NPSL)   | El Farolito              | 3 - 0 a. p.            | Inter San Francisco       | (Locale)      |
| (Locale) | Club de Lyon             | 0 - 1                  | Nona FC                   | (USL2)        |
| (NPSL)   | Appalachian FC           | 2 - 2 (3 - 0 t. a. b.) | North Carolina Fusion U23 | (USL2)        |
| (USL2)   | Manhattan SC             | 2 - 1 a. p.            | FC Motown                 | (NPSL)        |
| (Locale) | Chicago House AC         | 1 - 0                  | Bavarian United SC        | (Amateur Cup) |
| (Locale) | Beaman United            | 0 - 3                  | Des Moines Menace         | (USL2)        |
| (NPSL)   | Tulsa Athletic           | 1 - 0                  | Brazos Valley Cavalry     | (USL2)        |
| (Locale) | UDA Soccer               | 1 - 0                  | Park City Red Wolves      | (USL2)        |
| (USL2)   | Project 51O              | 0 - 3                  | Crossfire Redmond         | (NPSL)        |
| (USL2)   | Ventura County Fusion    | 1 - 4                  | Capo FC                   | (Locale)      |
| (NPSL)   | Cleveland SC             | 1 - 0                  | Lionsbridge FC            | (USL2)        |
| (NPSL)   | Jacksonville Armada U-23 | 1 - 1 (9 - 8 t. a. b.) | Miami United FC           | (Locale)      |
| (NPSL)   | Hartford City FC         | 1 - 2                  | Lansdowne Yonkers         | (Locale)      |

### Second tour
Les rencontres se déroulent les 4, 5 et 6 avril.
Pour ce second tour, les vainqueurs amateurs du premier tour sont confrontés à une équipe professionnelle de deuxième ou troisième division de la même zone géographique. Les clubs professionnels restants s'affrontent, de nouveau sur une base géographique, tout en évitant des rencontres d'équipes de même niveau (II vs. II ou III vs. III).
| Division | Équipe (domicile)            | Résultat    | Équipe (extérieur)          | Division |
| -------- | ---------------------------- | ----------- | --------------------------- | -------- |
| (USLC)   | Miami FC                     | 3 - 1       | Jacksonville Armada U-23    | (NPSL)   |
| (USLC)   | Hartford Athletic            | 3 - 0       | Lansdowne Yonkers           | (Locale) |
| (USL1)   | One Knoxville                | 1 - 2 a. p. | Memphis 901                 | (USLC)   |
| (USLC)   | Charleston Battery           | 4 - 1       | Savannah Clovers            | (NISA)   |
| (USLC)   | Détroit City                 | 1 - 0       | Gold Star FC Detroit        | (NISA)   |
| (USLC)   | Tampa Bay Rowdies            | 2 - 0       | Nona FC                     | (USL2)   |
| (NISA)   | Flower City Union            | 3 - 1       | Manhattan SC                | (USL2)   |
| (USLC)   | San Antonio FC               | 2 - 1 a. p. | Club de Lyon                | (NISA)   |
| (USLC)   | New Mexico United            | 6 - 0       | UDA Soccer                  | (Locale) |
| (USLC)   | Oakland Roots                | 3 - 1       | El Farolito                 | (NPSL)   |
| (USL1)   | Charlotte Independence       | 2 - 0       | Appalachian FC              | (NPSL)   |
| (USLC)   | Indy Eleven                  | 3 - 1 a. p. | Michigan Stars              | (NISA)   |
| (USLC)   | Pittsburgh Riverhounds       | Forfait,    | Rochester New York FC       | (MLSNP)  |
| (USLC)   | Louisville City              | 1 - 0       | Lexington SC                | (USL1)   |
| (USLC)   | Loudoun United               | 2 - 1 a. p. | North Carolina FC           | (USL1)   |
| (NISA)   | Maryland Bobcats             | 3 - 2 a. p. | Ocean City Nor'easters      | (USL2)   |
| (USL1)   | Chattanooga Red Wolves       | 1 - 4       | Birmingham Legion           | (USLC)   |
| (USL1)   | South Georgia Tormenta       | 2 - 1       | Rio Grande Valley Toros     | (USLC)   |
| (USL2)   | Des Moines Menace            | 1 - 4       | Chattanooga FC              | (NISA)   |
| (USL1)   | Union Omaha                  | 2 - 0       | El Paso Locomotive          | (USLC)   |
| (NPSL)   | Tulsa Athletic               | 1 - 0       | FC Tulsa                    | (USLC)   |
| (USLC)   | Colorado Springs Switchbacks | 1 - 3 a. p. | Northern Colorado Hailstorm | (USL1)   |
| (USLC)   | Orange County SC             | 5 - 0       | Capo FC                     | (Locale) |
| (USLC)   | Sacramento Republic          | 5 - 4 a. p. | Crossfire Redmond           | (NPSL)   |
| (USLC)   | San Diego Loyal              | 2 - 0       | Albion San Diego            | (NISA)   |
| (USL1)   | Central Valley Fuego         | 1 - 3 a. p. | Monterey Bay                | (USLC)   |
| (USLC)   | Las Vegas Lights             | 4 - 0       | Los Angeles Force           | (NISA)   |
| (USLC)   | Phoenix Rising               | 1 - 0       | Greenville Triumph          | (USL1)   |
| (USL1)   | Richmond Kickers             | 3 - 2       | Cleveland SC                | (NPSL)   |
| (USL1)   | Forward Madison FC           | 2 - 3 a. p. | Chicago House AC            | (Locale) |

### Troisième tour
Pour le tirage au sort de ce troisième tour, les équipes restantes sont regroupées en onze groupes basés sur des critères géographiques tandis que les formations de Major League Soccer sont réparties de manière équitable.
Les rencontres se déroulent les 25 et 26 avril.
| Division | Équipe (domicile)      | Résultat                   | Équipe (extérieur)          | Division |
| -------- | ---------------------- | -------------------------- | --------------------------- | -------- |
| (USLC)   | Pittsburgh Riverhounds | 2 - 0                      | Maryland Bobcats            | (NISA)   |
| (USLC)   | Charleston Battery     | 1 - 0 a. p.                | Charlotte Independence      | (USL1)   |
| (MLS)    | New England Revolution | 2 - 1                      | Hartford Athletic           | (USLC)   |
| (MLS)    | Charlotte FC           | 4 - 1                      | South Georgia Tormenta      | (USL1)   |
| (USLC)   | Détroit City           | 1 - 3                      | Minnesota United            | (MLS)    |
| (MLS)    | St. Louis City         | 5 - 1                      | Union Omaha                 | (USL1)   |
| (MLS)    | Sporting Kansas City   | 3 - 0                      | Tulsa Athletic              | (NPSL)   |
| (USLC)   | Monterey Bay           | 1 - 0                      | San Jose Earthquakes        | (MLS)    |
| (USLC)   | Loudoun United         | 5 - 0                      | Flower City Union           | (NISA)   |
| (MLS)    | FC Cincinnati          | 1 - 0                      | Louisville City             | (USLC)   |
| (MLS)    | Colorado Rapids        | 3 - 1                      | Northern Colorado Hailstorm | (USL1)   |
| (MLS)    | D.C. United            | 1 - 0                      | Richmond Kickers            | (USL1)   |
| (USLC)   | Tampa Bay Rowdies      | 0 - 1                      | Houston Dynamo              | (MLS)    |
| (USLC)   | Miami FC               | 2 - 2 a. p. (3-5 t. a. b.) | Inter Miami                 | (MLS)    |
| (MLS)    | Atlanta United         | 1 - 2 a. p.                | Memphis 901                 | (USLC)   |
| (MLS)    | Columbus Crew          | 1 - 0                      | Indy Eleven                 | (USLC)   |
| (USLC)   | Birmingham Legion      | 1 - 1 a. p. (4-3 t. a. b.) | Chattanooga FC              | (NISA)   |
| (MLS)    | Chicago Fire           | 3 - 0                      | Chicago House AC            | (Locale) |
| (MLS)    | Nashville SC           | 1 - 0                      | San Antonio FC              | (USLC)   |
| (USLC)   | New Mexico United      | 2 - 1                      | Phoenix Rising              | (USLC)   |
| (USLC)   | Las Vegas Lights       | 1 - 3 a. p.                | Real Salt Lake              | (MLS)    |
| (USLC)   | Sacramento Republic    | 1 - 0                      | Oakland Roots               | (USLC)   |
| (MLS)    | Seattle Sounders       | 5 - 4 a. p.                | San Diego Loyal             | (USLC)   |
| (MLS)    | Portland Timbers       | 3 - 1                      | Orange County SC            | (USLC)   |

### Quatrième tour
L'horaire indiqué est l'heure locale.
| Division | Équipe (domicile)      | Résultat                   | Équipe (extérieur)     | Division | Lieu                                | Affluence | Date, heure   | Rapport |
| -------- | ---------------------- | -------------------------- | ---------------------- | -------- | ----------------------------------- | --------- | ------------- | ------- |
| (MLS)    | Inter Miami            | 1 - 0                      | Charleston Battery     | (USLC)   | Drive Pink Stadium, Fort Lauderdale | 2 726     | 9 mai, 19h00  | Rapport |
| (MLS)    | Charlotte FC           | 1 - 0                      | Orlando City           | (MLS)    | Sportsplex at Matthews, Matthews    | 4 024     | 9 mai, 19h30  | Rapport |
| (MLS)    | New York Red Bulls     | 1 - 0                      | D.C. United            | (MLS)    | MSU Soccer Park, Montclair          | 2 396     | 9 mai, 19h30  | Rapport |
| (MLS)    | New England Revolution | 0 - 1                      | Pittsburgh Riverhounds | (USLC)   | Gillette Stadium, Foxborough        | 1 100     | 9 mai, 19h30  | Rapport |
| (MLS)    | Chicago Fire           | 2 - 1                      | St. Louis City         | (MLS)    | SeatGeek Stadium, Bridgeview        | 4 371     | 9 mai, 19h00  | Rapport |
| (MLS)    | Minnesota United       | 3 - 3 a. p. (7-6 t. a. b.) | Philadelphia Union     | (MLS)    | Allianz Field, Saint Paul           | 4 216     | 9 mai, 19h30  | Rapport |
| (USLC)   | Monterey Bay           | 2 - 2 a. p. (4-5 t. a. b.) | Los Angeles FC         | (MLS)    | Cardinale Stadium (en), Seaside     | 5 808     | 9 mai, 19h30  | Rapport |
| (USLC)   | Sacramento Republic    | 2 - 4                      | Colorado Rapids        | (MLS)    | Heart Health Park, Sacramento       | 8 897     | 9 mai, 19h30  | Rapport |
| (MLS)    | FC Cincinnati          | 1 - 0                      | New York City FC       | (MLS)    | TQL Stadium, Cincinnati             | 3 201     | 10 mai, 19h00 | Rapport |
| (USLC)   | Loudoun United         | 1 - 5                      | Columbus Crew          | (MLS)    | Segra Field (en), Leesburg          | 3 201     | 10 mai, 19h00 | Rapport |
| (USLC)   | Birmingham Legion      | 3 - 0                      | Memphis 901            | (USLC)   | Protective Stadium, Birmingham      | 3 150     | 10 mai, 19h00 | Rapport |
| (MLS)    | Houston Dynamo         | 1 - 0                      | Sporting Kansas City   | (MLS)    | Shell Energy Stadium, Houston       | 5 094     | 10 mai, 19h30 | Rapport |
| (MLS)    | Nashville SC           | 2 - 0                      | FC Dallas              | (MLS)    | Geodis Park, Nashville              | 5 196     | 10 mai, 19h30 | Rapport |
| (MLS)    | Austin FC              | 2 - 0                      | New Mexico United      | (USLC)   | Q2 Stadium, Austin                  | 20 019    | 10 mai, 20h00 | Rapport |
| (MLS)    | Los Angeles Galaxy     | 3 - 1                      | Seattle Sounders       | (MLS)    | Dignity Health Sports Park, Carson  | 8 412     | 10 mai, 19h30 | Rapport |
| (MLS)    | Portland Timbers       | 3 - 4                      | Real Salt Lake         | (MLS)    | Providence Park, Portland           | 8 071     | 10 mai, 19h30 | Rapport |

### Huitièmes de finale
| 23 mai 2023 | Inter Miami (MLS)               | 2 - 1   | (MLS) Nashville SC |                                                                                   |                                                                                   |
| 19h30       | Negri 57e · Stefanelli (en) 73e | (0 - 0) | 66e Muyl           | Drive Pink Stadium, Fort Lauderdale Spectateurs : 2 244 Arbitrage : Lukasz Szpala | Drive Pink Stadium, Fort Lauderdale Spectateurs : 2 244 Arbitrage : Lukasz Szpala |
| 19h30       | Rapport                         |         |                    | Drive Pink Stadium, Fort Lauderdale Spectateurs : 2 244 Arbitrage : Lukasz Szpala | Drive Pink Stadium, Fort Lauderdale Spectateurs : 2 244 Arbitrage : Lukasz Szpala |

| 23 mai 2023 | New York Red Bulls (MLS)              | 1 - 1 3 - 5 t. a. b.  | (MLS) FC Cincinnati                          |                                                                        |                                                                        |
| 19h30       | Vanzeir 90+2e                         | (0 - 1, 1 - 1, 1 - 1) | 42e Kubo                                     | Red Bull Arena, Harrison Spectateurs : 4 131 Arbitrage : Fotis Bazakos | Red Bull Arena, Harrison Spectateurs : 4 131 Arbitrage : Fotis Bazakos |
| 19h30       | Rapport                               |                       |                                              | Red Bull Arena, Harrison Spectateurs : 4 131 Arbitrage : Fotis Bazakos | Red Bull Arena, Harrison Spectateurs : 4 131 Arbitrage : Fotis Bazakos |
| 19h30       | Vanzeir · Manoel · Cásseres · Carmona | Tirs au but 3 - 5     | Acosta · Moreno · Badji · Mosquera · Barreal | Red Bull Arena, Harrison Spectateurs : 4 131 Arbitrage : Fotis Bazakos | Red Bull Arena, Harrison Spectateurs : 4 131 Arbitrage : Fotis Bazakos |

| 23 mai 2023 | Houston Dynamo (MLS)                 | 4 - 0   | (MLS) Minnesota United |                                                                            |                                                                            |
| 19h30       | Baird 33e (pen.) 68e 89e · Aliyu 79e | (1 - 0) | 38e Arriaga            | Shell Energy Stadium, Houston Spectateurs : 2 947 Arbitrage : Ramy Touchan | Shell Energy Stadium, Houston Spectateurs : 2 947 Arbitrage : Ramy Touchan |
| 19h30       | Rapport                              |         |                        | Shell Energy Stadium, Houston Spectateurs : 2 947 Arbitrage : Ramy Touchan | Shell Energy Stadium, Houston Spectateurs : 2 947 Arbitrage : Ramy Touchan |

| 23 mai 2023 | Los Angeles FC (MLS) | 0 - 2   | (MLS) Los Angeles Galaxy |                                                                         |                                                                         |
| 19h30       |                      | (0 - 0) | 49e Boyd · 52e Puig      | BMO Stadium, Los Angeles Spectateurs : 16 362 Arbitrage : Allen Chapman | BMO Stadium, Los Angeles Spectateurs : 16 362 Arbitrage : Allen Chapman |
| 19h30       | Rapport              |         |                          | BMO Stadium, Los Angeles Spectateurs : 16 362 Arbitrage : Allen Chapman | BMO Stadium, Los Angeles Spectateurs : 16 362 Arbitrage : Allen Chapman |

| 24 mai 2023 | Pittsburgh Riverhounds (USLC) | 1 - 0   | (MLS) Columbus Crew |                                                                                 |                                                                                 |
| 19h00       | Dikwa 22e · Kizza 90+5e       | (1 - 0) |                     | Highmark Stadium (en), Pittsburgh Spectateurs : 6 107 Arbitrage : Jeremy Scheer | Highmark Stadium (en), Pittsburgh Spectateurs : 6 107 Arbitrage : Jeremy Scheer |
| 19h00       | Rapport                       |         |                     | Highmark Stadium (en), Pittsburgh Spectateurs : 6 107 Arbitrage : Jeremy Scheer | Highmark Stadium (en), Pittsburgh Spectateurs : 6 107 Arbitrage : Jeremy Scheer |

| 24 mai 2023 | Birmingham Legion (USLC) | 1 - 0   | (MLS) Charlotte FC |                                                                                    |                                                                                    |
| 19h00       | Kasim 60e                | (0 - 0) | 28e, 51e Malanda   | Protective Stadium, Birmingham Spectateurs : 12 722 Arbitrage : Guido Gonzales Jr. | Protective Stadium, Birmingham Spectateurs : 12 722 Arbitrage : Guido Gonzales Jr. |
| 19h00       | Rapport                  |         |                    | Protective Stadium, Birmingham Spectateurs : 12 722 Arbitrage : Guido Gonzales Jr. | Protective Stadium, Birmingham Spectateurs : 12 722 Arbitrage : Guido Gonzales Jr. |

| 24 mai 2023 | Austin FC (MLS) | 0 - 2   | (MLS) Chicago Fire               |                                                                    |                                                                    |
| 20h00       |                 | (0 - 1) | 27e Czichos (en) · 77e Przybyłko | Q2 Stadium, Austin Spectateurs : 19 402 Arbitrage : Alex Chilowicz | Q2 Stadium, Austin Spectateurs : 19 402 Arbitrage : Alex Chilowicz |
| 20h00       | Rapport         |         |                                  | Q2 Stadium, Austin Spectateurs : 19 402 Arbitrage : Alex Chilowicz | Q2 Stadium, Austin Spectateurs : 19 402 Arbitrage : Alex Chilowicz |

| 24 mai 2023 | Colorado Rapids (MLS) | 0 - 1   | (MLS) Real Salt Lake |                                                                                          |                                                                                          |
| 20h00       |                       | (0 - 1) | 30e Savarino         | Dick's Sporting Goods Park, Commerce City Spectateurs : 2 280 Arbitrage : Andrew Musashe | Dick's Sporting Goods Park, Commerce City Spectateurs : 2 280 Arbitrage : Andrew Musashe |
| 20h00       | Rapport               |         |                      | Dick's Sporting Goods Park, Commerce City Spectateurs : 2 280 Arbitrage : Andrew Musashe | Dick's Sporting Goods Park, Commerce City Spectateurs : 2 280 Arbitrage : Andrew Musashe |

### Quarts de finale
| 6 juin 2023 | Chicago Fire (MLS) | 1 - 4   | (MLS) Houston Dynamo                                 |                                            |                                            |
| 19h30       | Souquet 40e        | (1 - 2) | 12e (pen.) Bassi · 31e 59e Aliyu · 74e Quiñónes (en) | Soldier Field, Chicago Spectateurs : 7 512 | Soldier Field, Chicago Spectateurs : 7 512 |
| 19h30       | Rapport            |         |                                                      | Soldier Field, Chicago Spectateurs : 7 512 | Soldier Field, Chicago Spectateurs : 7 512 |

| 6 juin 2023 | FC Cincinnati (MLS)                     | 3 - 1   | (USLC) Pittsburgh Riverhounds |                                              |                                              |
| 19h00       | Vazquez 56e · Barreal 71e · Arias 90+3e | (0 - 0) | 90+4e Showunmi                | TQL Stadium, Cincinnati Spectateurs : 16 613 | TQL Stadium, Cincinnati Spectateurs : 16 613 |
| 19h00       | Rapport                                 |         |                               | TQL Stadium, Cincinnati Spectateurs : 16 613 | TQL Stadium, Cincinnati Spectateurs : 16 613 |

| 6 juin 2023 | Birmingham Legion (USLC) | 0 - 1   | (MLS) Inter Miami   |                                                                                   |                                                                                   |
| 19h00       |                          | (0 - 0) | 56e Stefanelli (en) | Protective Stadium, Birmingham Spectateurs : 18 418 Arbitrage : Sergii Demianchuk | Protective Stadium, Birmingham Spectateurs : 18 418 Arbitrage : Sergii Demianchuk |
| 19h00       | Rapport                  |         |                     | Protective Stadium, Birmingham Spectateurs : 18 418 Arbitrage : Sergii Demianchuk | Protective Stadium, Birmingham Spectateurs : 18 418 Arbitrage : Sergii Demianchuk |

| 6 juin 2023 | Real Salt Lake (MLS)              | 3 - 2   | (MLS) Los Angeles Galaxy       |                                                                          |                                                                          |
| 19h30       | Kreilach 19e 45+6e · Savarino 51e | (2 - 0) | 82e (pen.) Brugman · 84e Costa | America First Field, Sandy Spectateurs : 20 712 Arbitrage : Ramy Touchan | America First Field, Sandy Spectateurs : 20 712 Arbitrage : Ramy Touchan |
| 19h30       | Rapport                           |         |                                | America First Field, Sandy Spectateurs : 20 712 Arbitrage : Ramy Touchan | America First Field, Sandy Spectateurs : 20 712 Arbitrage : Ramy Touchan |

### Demi-finales
| 23 août 2023 | FC Cincinnati (MLS)                                               | 3 - 3 a. p. 4 - 5 t. a. b. | (MLS) Inter Miami                                                         |                                                                           |                                                                           |
| 19h00        | ( Boupendza) Acosta 18e · ( Arias) Vazquez 53e · Kubo 114e        | (1 - 0, 2 - 2, 2 - 3)      | 68e Campana (Messi ) · 90+7e Campana (Messi ) · 93e Martínez (Cremaschi ) | TQL Stadium, Cincinnati Spectateurs : 25 513 Arbitrage : Joseph Dickerson | TQL Stadium, Cincinnati Spectateurs : 25 513 Arbitrage : Joseph Dickerson |
| 19h00        | Nwobodo 31e · Acosta 85e · Barreal 90e · Powell 111e · Arias 117e | Rapport                    | 24e Alba · 41e Mota · 70e Avilés · 80e Kryvtsov ·                         | TQL Stadium, Cincinnati Spectateurs : 25 513 Arbitrage : Joseph Dickerson | TQL Stadium, Cincinnati Spectateurs : 25 513 Arbitrage : Joseph Dickerson |
| 19h00        | Kubo · Arias · Santos · Miazga · Hagglund                         | Tirs au but 4 - 5          | Messi · Farías · Ruíz · Martínez · Cremaschi                              | TQL Stadium, Cincinnati Spectateurs : 25 513 Arbitrage : Joseph Dickerson | TQL Stadium, Cincinnati Spectateurs : 25 513 Arbitrage : Joseph Dickerson |

| 23 août 2023 | Houston Dynamo (MLS)                                                          | 3 - 1 a. p.           | (MLS) Real Salt Lake  |                                                                              |                                                                              |
| 20h30        | ( Bassi) Herrera 45+5e · ( Bassi) Carrasquilla 105e · ( Bassi) Caicedo 120+5e | (1 - 0, 1 - 1, 2 - 1) | 64e Savarino (Julio ) | Shell Energy Stadium, Houston Spectateurs : 11 137 Arbitrage : Lukasz Szpala | Shell Energy Stadium, Houston Spectateurs : 11 137 Arbitrage : Lukasz Szpala |
| 20h30        | Rapport                                                                       |                       |                       | Shell Energy Stadium, Houston Spectateurs : 11 137 Arbitrage : Lukasz Szpala | Shell Energy Stadium, Houston Spectateurs : 11 137 Arbitrage : Lukasz Szpala |

### Finale
| Remplaçants : |
| Diego Gómez 46e · Dixon Arroyo 46e · Robert Taylor 46e · Josef Martínez 46e · DeAndre Yedlin 76e · David Ruíz 76e · Benjamin Cremaschi 84e · Nicolás Stefanelli 84e |

| Remplaçants : |
| 79e Nelson Quiñónes · 79e Brad Smith · 84e Amine Bassi · 84e Luis Caicedo · 84e Corey Baird · 84e Ibrahim Aliyu · 90+1e Adalberto Carrasquilla · 90+1e Teenage Hadebe |

| Remplaçants : |
| Diego Gómez 46e · Dixon Arroyo 46e · Robert Taylor 46e · Josef Martínez 46e · DeAndre Yedlin 76e · David Ruíz 76e · Benjamin Cremaschi 84e · Nicolás Stefanelli 84e |

| Remplaçants : |
| 79e Nelson Quiñónes · 79e Brad Smith · 84e Amine Bassi · 84e Luis Caicedo · 84e Corey Baird · 84e Ibrahim Aliyu · 90+1e Adalberto Carrasquilla · 90+1e Teenage Hadebe |

## Synthèse

### Nombre d'équipes par division et par tour
| Divisions \ Manches                                                                              | Premier tour  | Deuxième tour | Troisième tour | Quatrième tour | Huitièmes de finale | Quarts de finale | Demi-finales | Finale |
| ------------------------------------------------------------------------------------------------ | ------------- | ------------- | -------------- | -------------- | ------------------- | ---------------- | ------------ | ------ |
| MLS (D1) 26 équipes                                                                              | Non présentes | Non présentes | 18             | 24             | 14                  | 6                | 4            | 2      |
| USL Championship (D2) 24 équipes                                                                 | Non présentes | 24            | 20             | 8              | 2                   | 2                | Aucune       | Aucune |
| USL League One (D3) 12 équipes                                                                   | Non présentes | 12            | 5              | Aucune         | Aucune              | Aucune           | Aucune       | Aucune |
| NISA (D3) 9 équipes                                                                              | Non présentes | 9             | 3              | Aucune         | Aucune              | Aucune           | Aucune       | Aucune |
| USL League Two (D4) 10 équipes                                                                   | 10            | 4             | Aucune         | Aucune         | Aucune              | Aucune           | Aucune       | Aucune |
| NPSL (D4) 8 équipes                                                                              | 8             | 6             | 1              | Aucune         | Aucune              | Aucune           | Aucune       | Aucune |
| Qualifications locales (divisions inférieures) + Vainqueur de la National Amateur Cup 10 équipes | 10            | 4             | 1              | Aucune         | Aucune              | Aucune           | Aucune       | Aucune |
| Total                                                                                            | 28            | 59            | 48             | 32             | 16                  | 8                | 4            | 2      |

### Parcours des équipes de Major League Soccer
- Les équipes de Major League Soccer font leur entrée dans la compétition lors du troisième ou quatrième tour.

| Équipes                 | Parcours précédent  | Parcours 2023       |
| ----------------------- | ------------------- | ------------------- |
| Austin FC               | Troisième tour      | Huitièmes de finale |
| Rapids du Colorado      | Quatrième tour      | Huitièmes de finale |
| FC Dallas               | Quatrième tour      | Quatrième tour      |
| Dynamo de Houston       | Huitièmes de finale |                     |
| Los Angeles FC          | Huitièmes de finale | Huitièmes de finale |
| Galaxy de Los Angeles   | Quart de finale     | Quarts de finale    |
| Minnesota United        | Huitièmes de finale | Huitièmes de finale |
| Timbers de Portland     | Quatrième tour      | Quatrième tour      |
| Real Salt Lake          | Troisième tour      | Demi-finale         |
| Earthquakes de San José | Huitièmes de finale | Troisième tour      |
| Sounders de Seattle     | Quatrième tour      | Quatrième tour      |
| Sporting de Kansas City | Demi-finale         | Quatrième tour      |
| St. Louis City          | Nouvelle équipe     | Quatrième tour      |

| Équipes                              | Parcours précédent  | Parcours 2023       |
| ------------------------------------ | ------------------- | ------------------- |
| Atlanta United                       | Quatrième tour      | Troisième tour      |
| Charlotte FC                         | Huitièmes de finale | Huitièmes de finale |
| FC Cincinnati                        | Quatrième tour      | Demi-finale         |
| Fire de Chicago                      | Troisième tour      | Quarts de finale    |
| Crew de Columbus                     | Troisième tour      | Huitièmes de finale |
| D.C. United                          | Quatrième tour      | Quatrième tour      |
| Inter Miami CF                       | Huitièmes de finale |                     |
| Nashville SC                         | Quart de finale     | Huitièmes de finale |
| Orlando City                         | Vainqueur           | Quatrième tour      |
| Revolution de la Nouvelle-Angleterre | Huitièmes de finale | Quatrième tour      |
| New York City FC                     | Quart de finale     | Quatrième tour      |
| Red Bulls de New York                | Demi-finale         | Huitièmes de finale |
| Union de Philadelphie                | Quatrième tour      | Quatrième tour      |